# Vraceanski Balkan (sit SCI)
Vraceanski Balkan este o arie protejată (arie specială de conservare — SAC, sit de importanță comunitară — SCI) din Bulgaria întinsă pe o suprafață de 36.025,57 ha, integral pe uscat.

## Localizare
Centrul sitului Vraceanski Balkan este situat la coordonatele 43°10′15″N 23°27′39″E / 43.1708°N 23.4608°E.

## Înființare
Situl Vraceanski Balkan a fost declarat sit de importanță comunitară în martie 2007 pentru a proteja 1 specie de plante și 37 de specii de animale. Situl a fost protejat și ca arie specială de conservare în decembrie 2020.

## Biodiversitate
Situată în ecoregiunile alpină și continentală, aria protejată conține 24 de habitate naturale: Lacuri eutrofice naturale cu vegetație de tip Magnopotamion sau Hydrocharition, Cursuri de apă de la nivel de câmpie la nivel montan, cu vegetație Ranunculion fluitantis și Callitricho-Batrachion, Pajiști carstice calcaroase sau bazofile, de Alysso-Sedion albi, Pajiști uscate seminaturale și facies de acoperire cu tufișuri pe substraturi calcaroase (Festuco-Brometalia) (* situri importante pentru orhidee), Pajiști stepice subpanonice, Fânețe de joasă altitudine (Alopecurus pratensis, Sanguisorba officinalis), Fânețe montane, Izvoare petrifiante cu formare de travertin (Cratoneurion), Grohotișuri calcaroase și de șisturi calcaroase de la nivelul montan până la nivelul alpin (Thlaspietea rotundifolii), Pante stâncoase calcaroase cu vegetație casmofită, Peșteri inaccesibile publicului, Păduri de fag Luzulo-Fagetum, Păduri de fag Asperulo-Fagetum, Păduri de fag din Europa Centrală dezvoltate pe sol calcaros cu Cephalanthero-Fagion, Păduri de stejar și carpen Galio-Carpinetum, Păduri pe pante, grohotișuri și ravene de Tilio-Acerion, Păduri de pini scoțieni din masivele Balcanilor și Rodopilor, Păduri aluvionare cu Alnus glutinosa și Fraxinus excelsior (Alno-Padion, Alnion incanae, Salicion albae), Păduri panonice cu Quercus petraea și Carpinus betulus, Păduri panonice cu Quercus pubescens, Păduri panonice-balcanice de stejar turcesc - stejar sesil, Păduri de fag moezice, Păduri de tei argintiu moezice, Păduri de pin (sub-) mediteraneene cu pini negri endemici.
La baza desemnării sitului se află mai multe specii protejate:
- plante (1): Himantoglossum caprinum
- amfibieni (3): izvoraș-cu-burta-galbenă (Bombina variegata), triton cu creastă (Triturus cristatus), Triturus karelinii
- mamifere (16): liliac cârn (Barbastella barbastellus), lupul (Canis lupus), vidră de râu (Lutra lutra), liliac cu aripi lungi (Miniopterus schreibersii), liliac cu urechi mari (Myotis bechsteinii), liliac cu urechi de șoarece (Myotis blythii), liliac cu picioare lungi (Myotis capaccinii), liliac cărămiziu (Myotis emarginatus), liliac comun (Myotis myotis), liliacul cu potcoavă a lui blasius (Rhinolophus blasii), liliacul mediteranean cu potcoavă (Rhinolophus euryale), liliacul mare cu potcoavă (Rhinolophus ferrumequinum), liliacul mic cu potcoavă (Rhinolophus hipposideros), liliacul cu potcoavă a lui méhely (Rhinolophus mehelyi), popândău (Spermophilus citellus), dihor pătat (Vormela peregusna)
- nevertebrate (11): Austropotamobius torrentium, croitorul mare al stejarului (Cerambyx cerdo), Euplagia quadripunctaria, rădașcă (Lucanus cervus), fluturele purpuriu (Lycaena dispar), croitorul cenușiu al stejarului (Morimus funereus), Osmoderma eremita, Paracaloptenus caloptenoides, gândacul de apă (Rhysodes sulcatus), Rosalia alpina, Unio crassus
- pești (4): Barbus meridionalis, zvârluga (Cobitis taenia), boarță (Rhodeus amarus), dunăriță (Sabanejewia aurata)
- reptile (3): țestoasa de baltă (Emys orbicularis), Testudo graeca, țestoasă bănățeană (Testudo hermanni)

Pe lângă speciile protejate, pe teritoriul sitului au mai fost identificate 109 specii de plante, 3 specii de amfibieni, 20 de specii de mamifere, 102 specii de nevertebrate, 2 specii de pești, 10 specii de reptile.